# Arne Borg

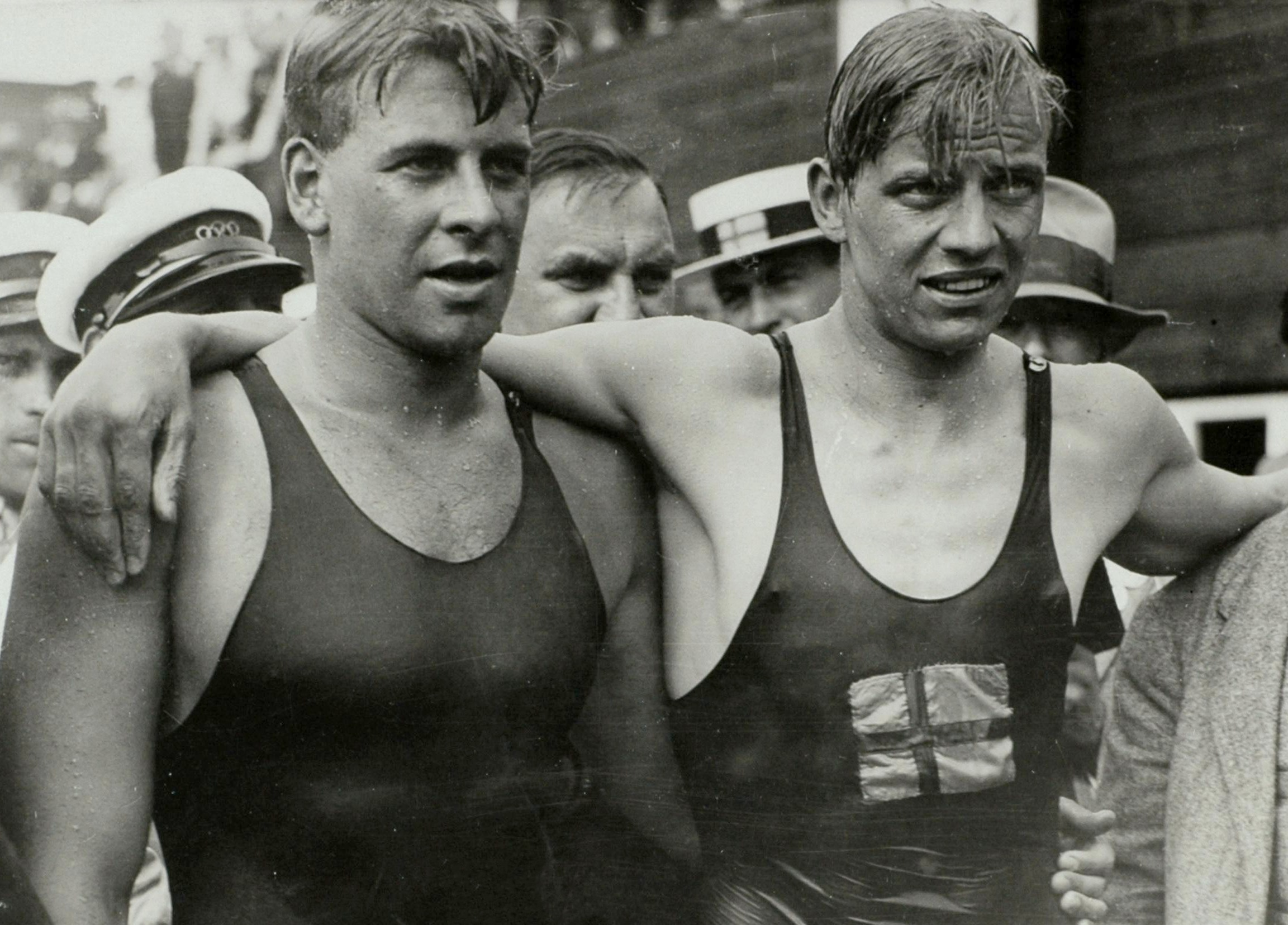
Arne Borg (rechts) 1928 mit Boy Charlton

Claes Arne Borg (* 18. August 1901 in Stockholm; † 7. November 1987 in Vallentuna) war ein schwedischer Schwimmer.
Er gewann bei den Olympischen Spielen 1928 in Amsterdam die Goldmedaille über 1500 m Freistil und Bronze über 400 m Freistil. Vier Jahre vorher – bei den Olympischen Spielen 1924 – hatte er auf beiden Strecken Silber gewonnen. Außerdem gewann er 1924 Bronze mit der 4 × 200-m-Freistilstaffel. In seiner aktiven Zeit während der zwanziger Jahre stellte er 32 Weltrekorde auf. 1926 wurde er mit der Svenska-Dagbladet-Goldmedaille geehrt.
Im Jahr 1966 wurde er in die Ruhmeshalle des internationalen Schwimmsports aufgenommen. Sein Zwillingsbruder Åke Borg war ebenfalls ein erfolgreicher Schwimmer, seine Tochter Inga Borg Autorin und Illustratorin von Kinderbüchern.